# 我们与法庭的距离
《我们与法庭的距离》（英語：Hold a Court Now）是一部中国大陆法治题材电视剧，由腾讯视频、7印象文化、最高人民法院影视中心、峨眉电影集团有限公司、凤仪文化娱乐集团有限公司联合出品，导演谢东燊执导，龚俊和任敏领衔主演。该剧于2023年12月7日在中国无锡开机。

## 简介
故事讲述青年法官沈谢秩与女律师秦睿如何携手解决各类社会和家庭问题，通过一桩桩的典型案例，展现职业操守和人性关怀。

## 演员列表

### 主要演员
| 演員 | 角色   | 介紹     |
| ---- | ------ | -------- |
| 龔俊 | 沈谢秩 | 青年法官 |
| 任敏 | 秦睿   | 律师     |

### 其他演员
| 演員   | 角色   | 介紹 |
| ------ | ------ | ---- |
| 包贝尔 | 周先生 |      |
| 黄璐   | 舒静   |      |
| 邹元清 | 刘恋   |      |
| 周杨洋 | 胡艾溪 |      |
| 王宫良 | 江峰   |      |
| 王宇泽 | 陈向辉 |      |
| 王柠   | 卢慧兰 |      |
| 梁植   | 梁律师 |      |

## 宣传活动
- 2023年12月7日，该剧开机，官宣演員阵容，并首次释出男女主演的造型海报[1]。
- 2023年12月8日，“最高人民法院影视中心创作拍制基地”在无锡国家数字电影产业园举行揭牌仪式。该剧为“最高人民法院影视中心创作拍制基地”揭牌后的第一个司法题材影视项目[2]。
- 2024年3月20日，该剧官宣杀青[3]。
- 2024年6月24日，该剧发布主演双人海报[4]。

## 外部連結
- 我们与法庭的距离的新浪微博
- 豆瓣电影上《我们与法庭的距离》的資料 （简体中文）